# Materiell punkt
En materiell punkt eller masspunkt, är en representation av en kropps massa i en geometrisk problemlösningsteknik där kroppens massa behandlas som nollskild men utan utsträckning i rummet.

## Definitioner

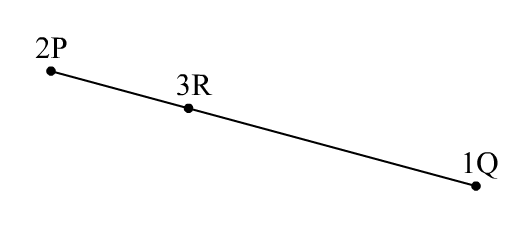
Exempel på addition av masspunkter

Teorin om masspunkter kan rigoröst definieras med 
- Masspunkt - En masspunkt är ett par {\displaystyle (m,P)}, också skrivet som {\displaystyle mP}, inkluderande en massa, {\displaystyle m} och en godtycklig punkt {\displaystyle P}, i ett plan.
- Sammanfallande - Två punkter {\displaystyle mP} and {\displaystyle nQ} sägs sammanfalla  om och endast om {\displaystyle m=n} och {\displaystyle P=Q}.
- Addition - Summan av två masspunkter {\displaystyle mP} and {\displaystyle nQ} har massan {\displaystyle m+n} och punkten {\displaystyle R}, där {\displaystyle R} är punkten på {\displaystyle PQ} sådan att {\displaystyle PR:RQ=n:m}.  Med andra ord, {\displaystyle R} är jämviktspunkten som perfekt balanserar punkterna {\displaystyle P} och {\displaystyle Q}. Ett exempel på masspunktsaddition visas till höger.  Masspunktsaddition är sluten, kommutativ och associativ.
- Skalär multiplikation - Givet en masspunkt {\displaystyle mP} och en positiv reell skalär {\displaystyle k}, definieras multiplikation som {\displaystyle k(m,P)=(km,P)}. Skalär multiplikation är distributiv över masspunktsaddition.